# Galbella byrrhoides
Galbella byrrhoides es una especie de escarabajo del género Galbella, familia Buprestidae. Fue descrita científicamente por Théry en 1905.